# Iconografia rateriana

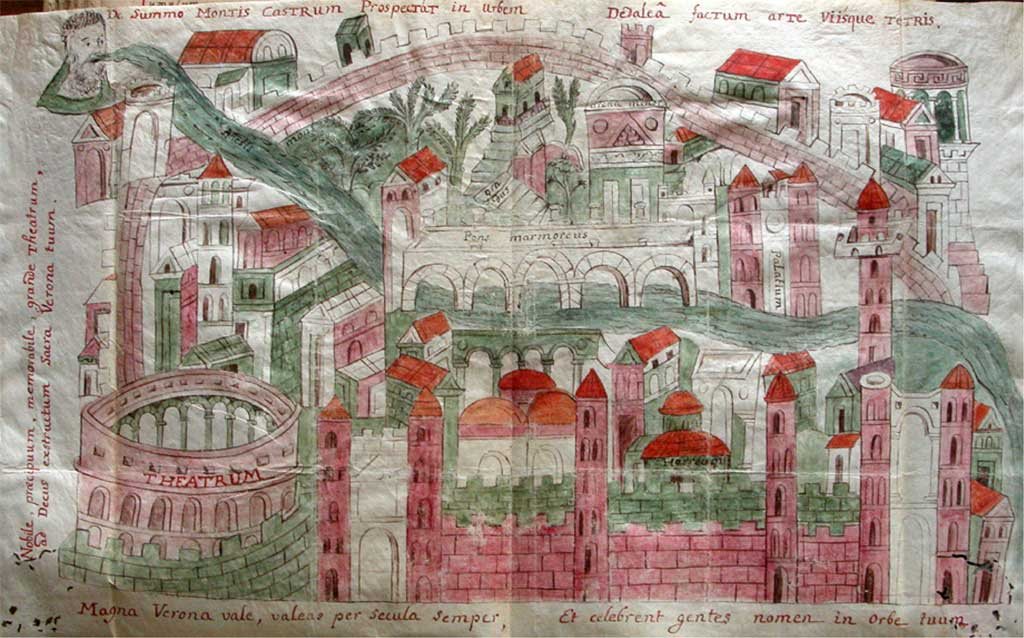
Iconografia rateriana, copia commissionata da Scipione Maffei.

L'iconografia rateriana o Civitas Veronensis Depicta è la più antica rappresentazione della città di Verona che si conosca. Risalente alla prima metà del X secolo, venne ritrovata da un monaco benedettino dell'Abbazia di Lobbes (Belgio) in un codice medievale che conteneva anche il ritmo pipiniano. Tale codice era appartenuto a Raterio di Verona vescovo della città tra il luglio del 932 e il 968. Poiché il codice andò perduto a seguito del passaggio delle truppe rivoluzionarie francesi, quella che oggi possediamo è una copia fatta eseguire da Scipione Maffei, erudito veronese del XVIII secolo.
L'iconografia riporta anche la seguente descrizione dell'Arena di Verona:
Dedalea factum arte viisque tetris

nobile, praecipuum, memorabile, grande theatrum,

ad decus exstructum, sacra Verona, tuum.

Magna Verona, vale, valeas per secula semper

et celebrent gentes nomen in orbe tuum.»
(Civitas Veronensis depicta o iconografia rateriana)